# Контейнерний будинок
Контейнерний будинок 
- споруда з транспортних контейнерів, призначена для житла. Конструктивно контейнерний будинок представляє з себе сукупність прямокутних металевих конструкцій що з'єднані в одну будову
 . 

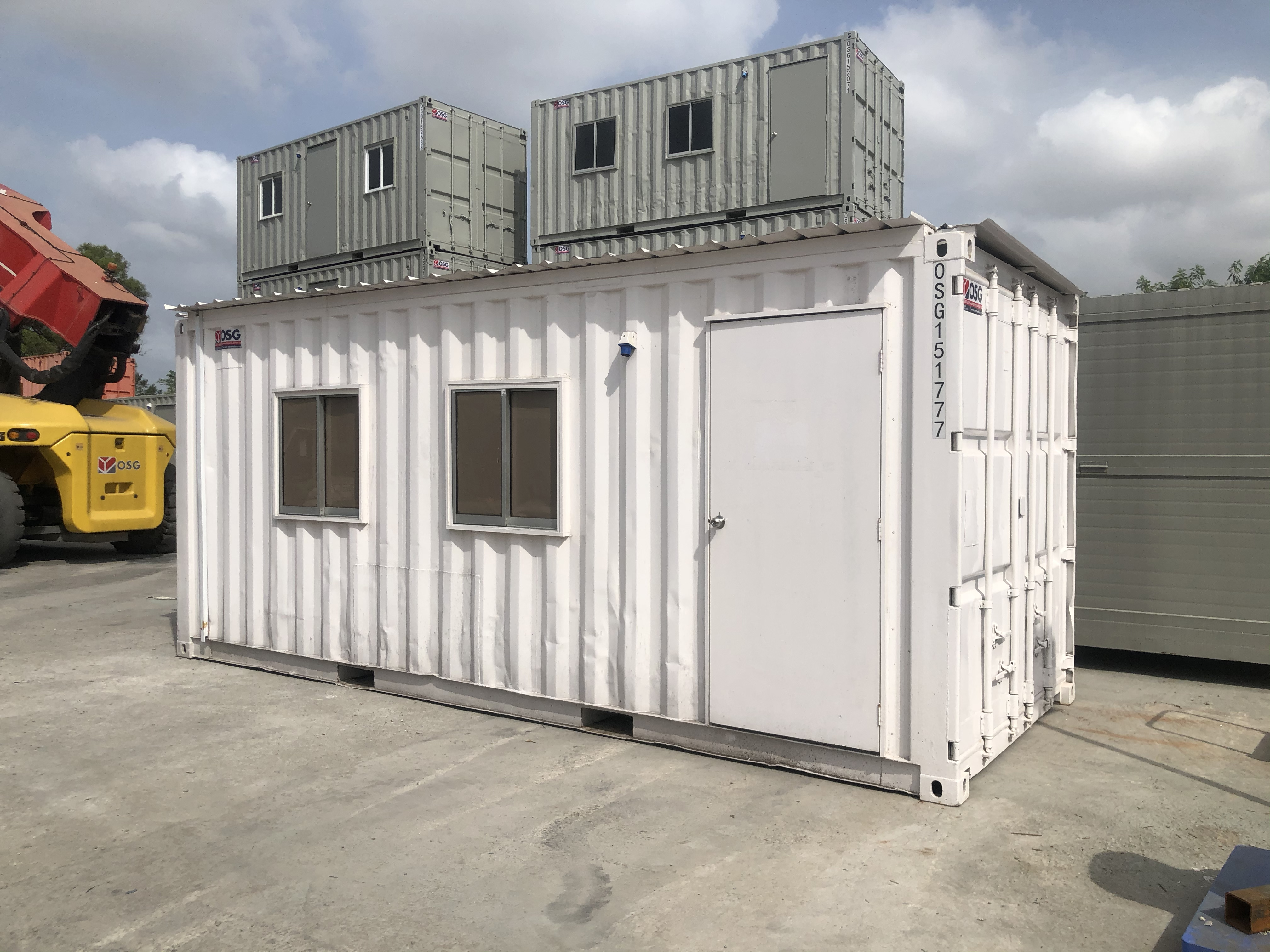
Контейнерний будинок.

Для будівництва таких будинків використовують контейнери, які були призначені для вантажоперевезень. Будівництво будівель з контейнерів технологічно простіше будівництва традиційними методами, до того ж міцність контейнерів дозволяє застосовувати їх у районах, де часто оголошуються ураган і торнадо
.Часто контейнерні будівлі використовують як житло для людей що опинилися без житла в результаті стихійних лих чи військових конфліктів .
Але є і недоліки, наприклад те що контейнери самі по собі досить коштовні і навіть перевершують ціною аналогічні об'ємом традиційні будівлі. Тому на роль контейнерів для будинків як правило йдуть ті що були списані після багаторічного використання.Також недоліком контейнерного житла є вузькість контейнерів, що не сприяє ефективному використанню житлового простору. 
Одним із перших із контейнерами як житлом почав експериментувати Адам Калкін, художник та архітектор із Нью-Джерсі.
Вид нової архітектури створення будівель та інфраструктури з морських контейнерів називається "карготектурою" (від іспанського cargo — вантаж морського судна і від давньогрецького τεκτονική).

## Див також
- Модульні будівлі
- Модульне містечко